# 安積疏水
座標: 北緯37度28分12秒 東経140度17分46秒 / 北緯37.470068350373076度 東経140.29610510617192度

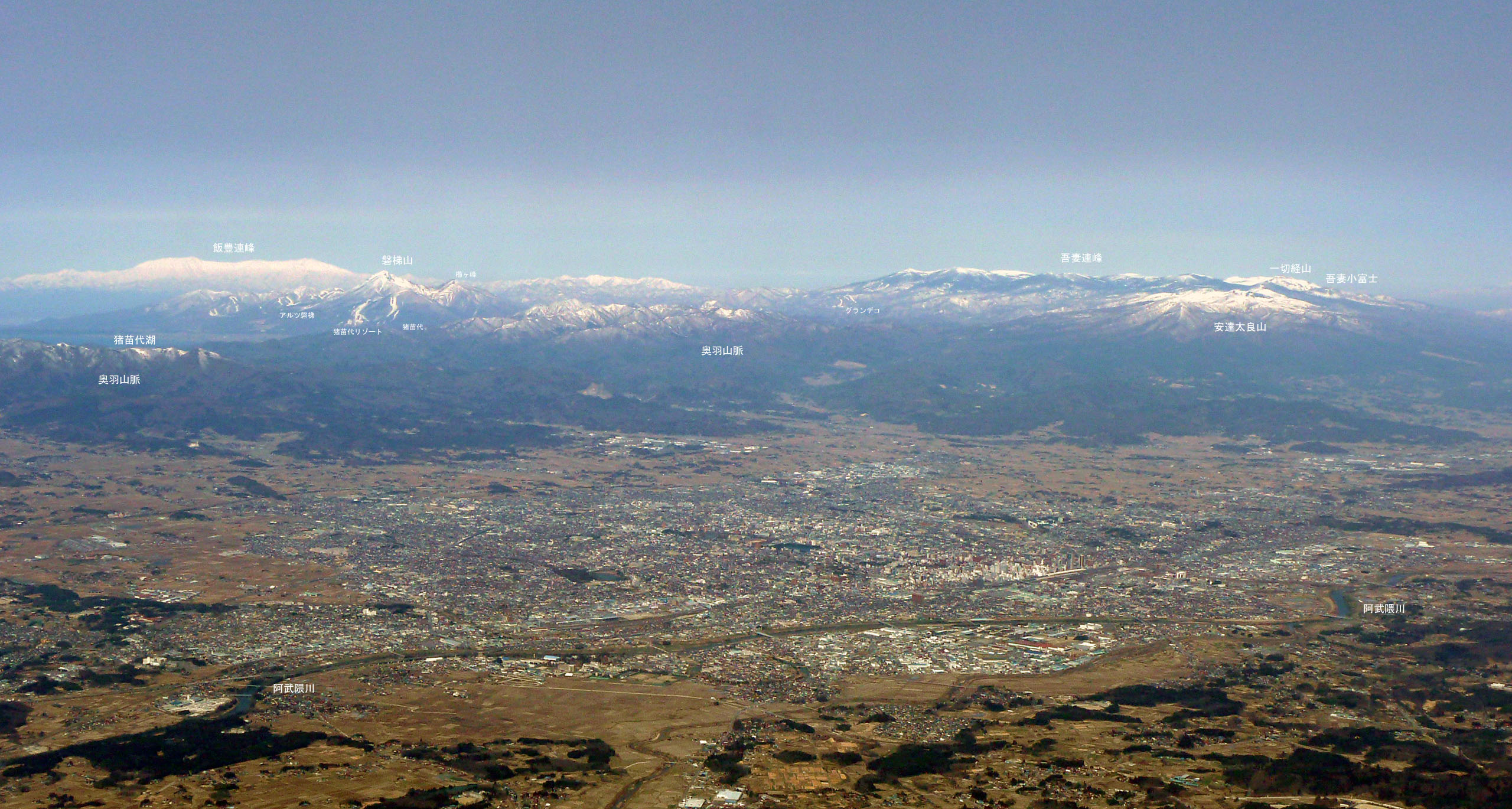
画像左奥・猪苗代湖より奥羽山脈を超えて手前・郡山市街地周辺の安積原野（郡山盆地）に湖水が供給される。

安積疏水（あさかそすい）は、猪苗代湖より取水し、福島県郡山市とその周辺地域の安積原野に農業用水・工業用水・飲用水を供給している疏水である。水力発電にも使用される。安積開拓の一環であり、当初は猪苗代湖疎水と呼ばれていた。
那須疏水（栃木県那須野が原）、琵琶湖疏水（滋賀県琵琶湖 - 京都市）と並ぶ日本三大疏水の1つに数えられている。土木学会選奨土木遺産、日本遺産、かんがい施設遺産に選定。
現在では、幹線延長143km、受益面積9920ha、利用組合員約一万戸、一日取水量33万㎥に達している。現在の郡山市は平成の大合併により市域を広げた新潟市が誕生する前は米穀生産量日本一の市であり、また東北二位の工業都市である。

## 歴史

### 建設経緯
年間雨量が1,200mmにも満たない当地は、疏水が引かれる前は「安積三万石」の地であり、阿武隈川に向かって傾斜して水利が悪い丘陵地帯であったこともあり、荒涼とした安積原野となっていた。安積原野を流れる五百川、藤田川、逢瀬川、笹原川などの河川は流域面積が小さく、安積原野にあるため池群も流入河川がなく旱魃の影響を受けやすく、広大な原野は牛馬の餌となる牧草を取る入会地しか用途がなかった。
一方、明治維新の最中、各地で士族の反乱が起こり、その対策として東北地方において安積原野開拓が脚光を浴びるようになる。1878年（明治11年）4月には、大久保利通内務卿は地方官会議に安積開拓の計画を提案したが、その翌月には暗殺されてしまう。
その遺志を継いだ伊藤博文内務卿らにより、12月にはお雇い外国人のオランダ人技師ファン・ドールンを現地に派遣し、三日間で猪苗代湖から安積野原野一帯の調査を行い、その調査の結果、安積疏水の開削を政府に決断させた。
1879年（明治12年）、国直轄の農業水利事業第1号地区として着工され、日本海への流量を調整して水位を保持する十六橋水門、安積地方へ取水する山潟水門が建設され、隧道・架樋等、延べ85万人の労力と総工費40万7000円（現在に換算して約400億円）によって、130kmに及ぶ水路工事が僅か3年で完成した。

### 開通後
1882年（明治15年）10月1日、岩倉具視を招き通水式を挙行。灌漑区域面積は1885年の時点で約2928haと広大で、当地を一大穀倉地帯に変えた。1886年には、事業主体が政府から福島県に移管された。
1889年には、明治政府の重鎮として疏水事業の実現に尽力した大久保利通を祀る「大久保神社」が郡山市郊外に建立された（社殿・鳥居はなく記念碑のみ）。
1898年（明治31年）には郡山絹糸紡績株式会社（現：日東紡績）により、疏水に沼上水力発電所が設置され、その電力を利用した製糸業が発達した。また、1912年からは郡山市の飲用水としても利用して、当地の人口増加を支えた。

### 新安積疏水
1942年ごろより、食料増産を目的とした新安積開発計画が活発となり、新安積疏水の一部建設が進められるが、太平洋戦争の悪化のため計画はいったん中止となってしまう。
終戦後、再び国内の食糧事情悪化が問題視され、新安積疏水計画が再開。1946年10月5日に起工式が行われる。
1947年には昭和天皇の戦後巡幸の行幸先の一つとして選ばれた。1949年には第一期工事が終了、1961年までには全路線が完成した。その後も追加工事がなされ、全計画は1965年に完成した。
2002年に疏水の水路は土木学会選奨土木遺産に選ばれた。2016年には、日本遺産の一つとして「未来を拓いた「一本の水路」～大久保利通“最期の夢”と開拓者の軌跡 郡山・猪苗代～」が文化庁により選ばれた。また同年、かんがい施設遺産に登録。

## 水力発電
猪苗代湖と安積疏水の落差（約300m）を利用した沼上発電所が建設され、日本で初めての高圧送電を利用した送電が郡山市内まで行われ、製糸業はじめ紡績・繊維産業の発展に貢献した。その他に竹ノ内発電所、及び丸守発電所の計3つの発電所があった。その後、これらの電力会社は電力国家統制のため東京電力に合併された。
2004年9月には逢瀬町多田野で、落差90m、最大出力2230kWの疏水管理用発電所が稼動を開始した。年間では777万kWhの発電能力があり、土地改良区の経費節減に役立てるほか、売電利益分を補助金を支出した国に返却する予定。
| 水系名   | 河川名                   | 発電所名と 創設者             | 最大出力 （kW） | 発電機 台数 | 運転開始年             | 備考 |
| -------- | ------------------------ | ----------------------------- | --------------- | ----------- | ---------------------- | --- |
| 阿賀野川 | 猪苗代湖 阿武隈川 五百川 | 沼上（ぬまがみ） 郡山絹糸紡績 | 2,100           | 2           | 1899年（明治32年）6月  | 日本初の長距離送電で有名な東京電力リニューアブルパワー沼上発電所。左側の滝は猪苗代湖より流れ落ちる安積疏水 |
| 阿武隈川 | 五百川                   | 竹ノ内（たけのうち） 郡山電気 | 3,700           | 2           | 1919年（大正8年）7月   | 東京電力RP竹ノ内発電所。（取水口は沼上発電所直下にある）                                                   |
| 阿武隈川 | 五百川 北川 日沢川       | 丸守（まるもり） 郡山電気     | 5,900           | 3           | 1921年（大正10年）10月 | 東京電力RP丸守発電所。ここから熱海頭首工まで用水は五百川を流れ下る。（取水口は竹ノ内発電所直下にある）     |
| 阿武隈川 | 多田野川                 | 安積疏水管理用発電所          | 2,230           | 2           | 2004年（平成16年）4月  | 安積疏水管理用発電所                                                                                       |

## 年表

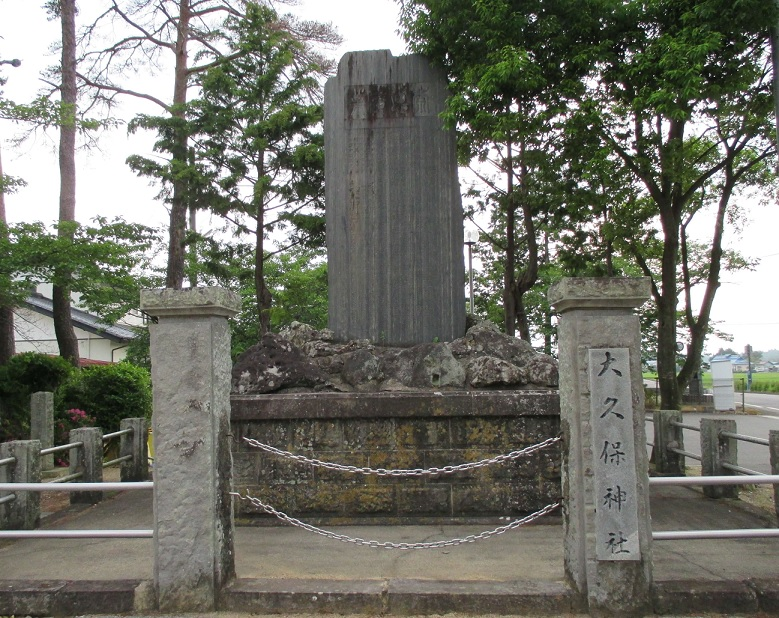
大久保神社（郡山市安積町）

- 1873年（明治6年） - 中條政恒の呼びかけにより[4]、郡山に「開成社」が結成される。
- 1879年（明治12年）5月 - 政府が安積野原野開墾事業、安積疏水工事の開始を許可
- 1880年（明治13年）11月 - 十六橋水門完成
- 1882年（明治15年）8月 - 試験通水
- 1883年（明治16年）6月 - 安積疏水灌漑開始
- 1899年（明治32年）6月 - 郡山絹糸紡績会社発電のため沼上発電所運転開始
- 1908年（明治41年）2月 - 郡山上水道用水として疏水を給水
- 1919年（大正8年）7月 - 竹ノ内発電所運転開始
- 1921年（大正10年）10月 - 丸守発電所運転開始
- 1943年（昭和18年）年12月13日 - 新安積疏水計画の起工式が行われる[17]。しかし戦時中により幾度も中止となる。
- 1950年（昭和25年）3月 - 新安積疏水計画が竣工。[17]
- 1962年（昭和37年） - 上戸頭首工が完成
- 1983年（昭和58年） - 深田調整池供用開始
- 2004年（平成15年）9月 - 逢瀬町多田野の疏水管理用発電所運転開始

## ギャラリー

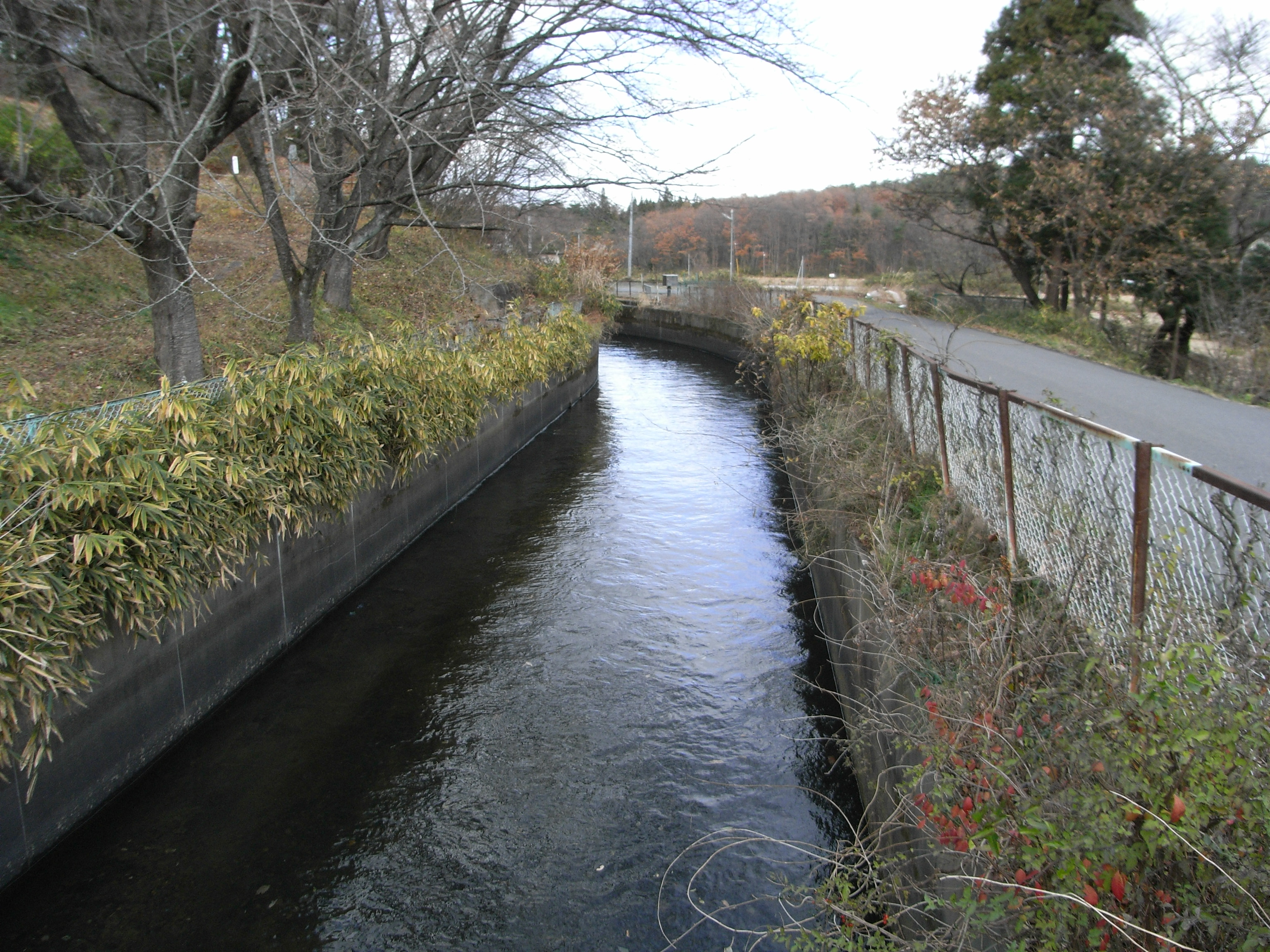
安積疏水幹線水路
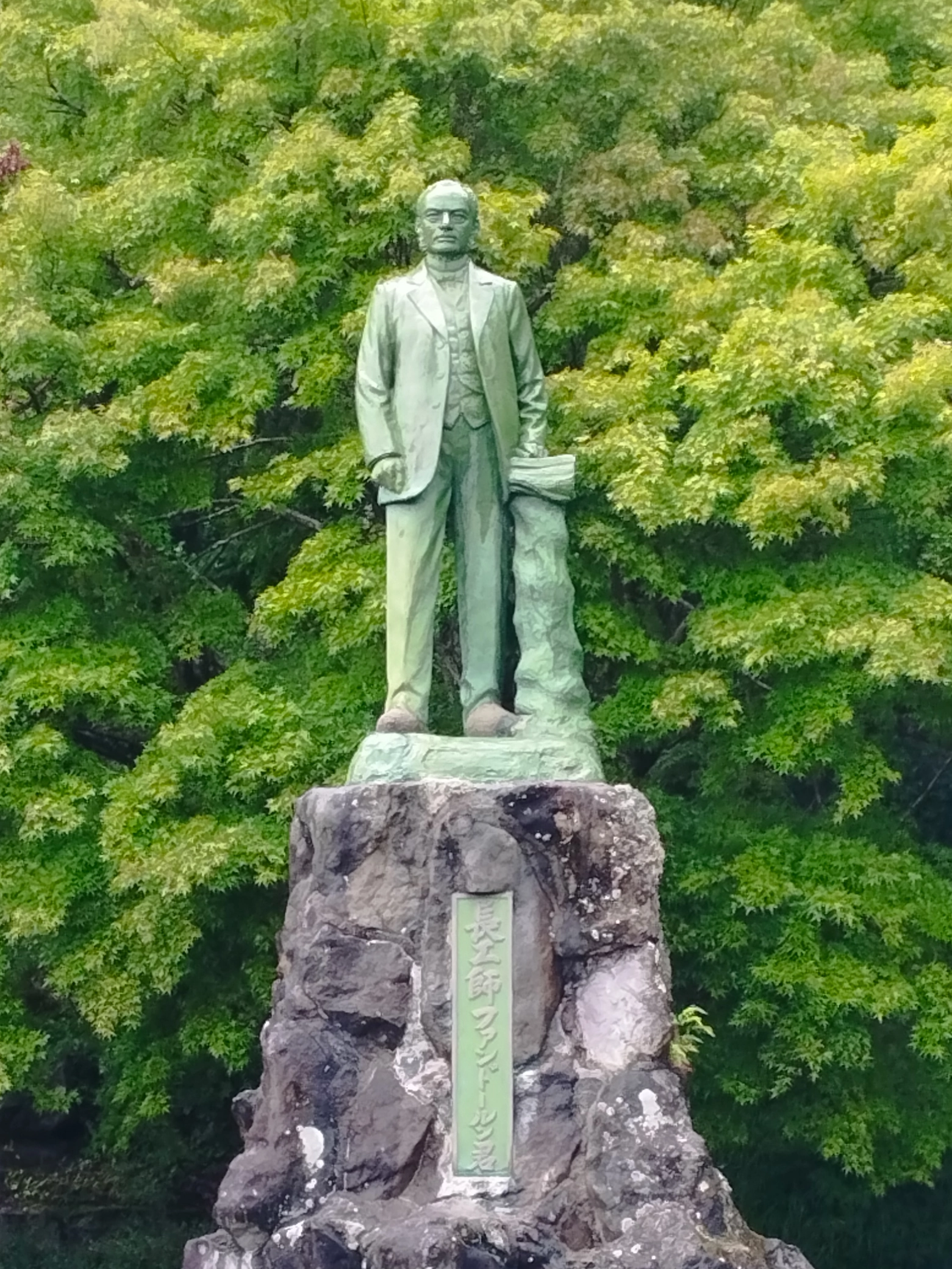
安積疏水設計土木技師ファン・ドールン
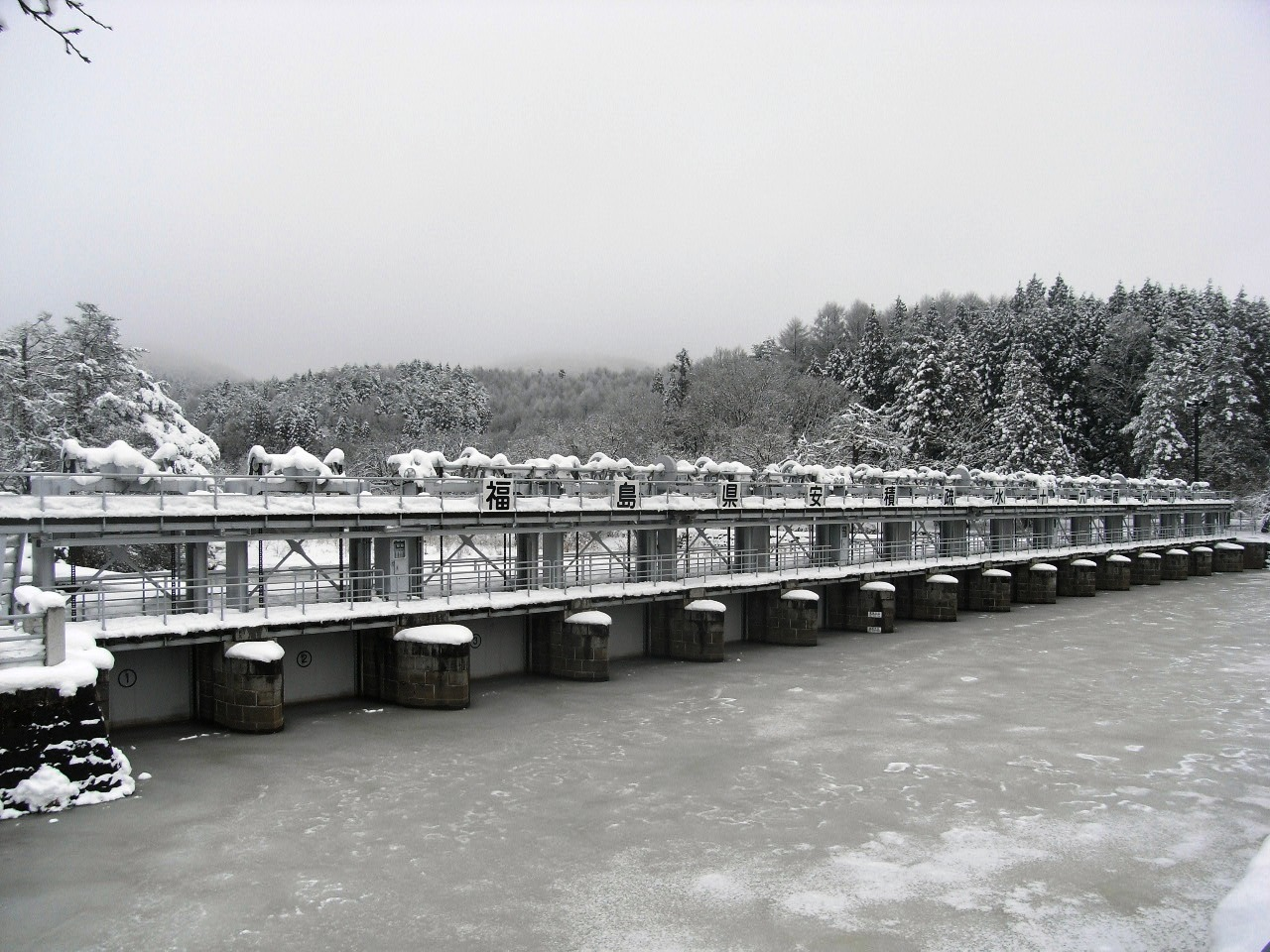
猪苗代湖水位調整用安積疏水十六橋水門
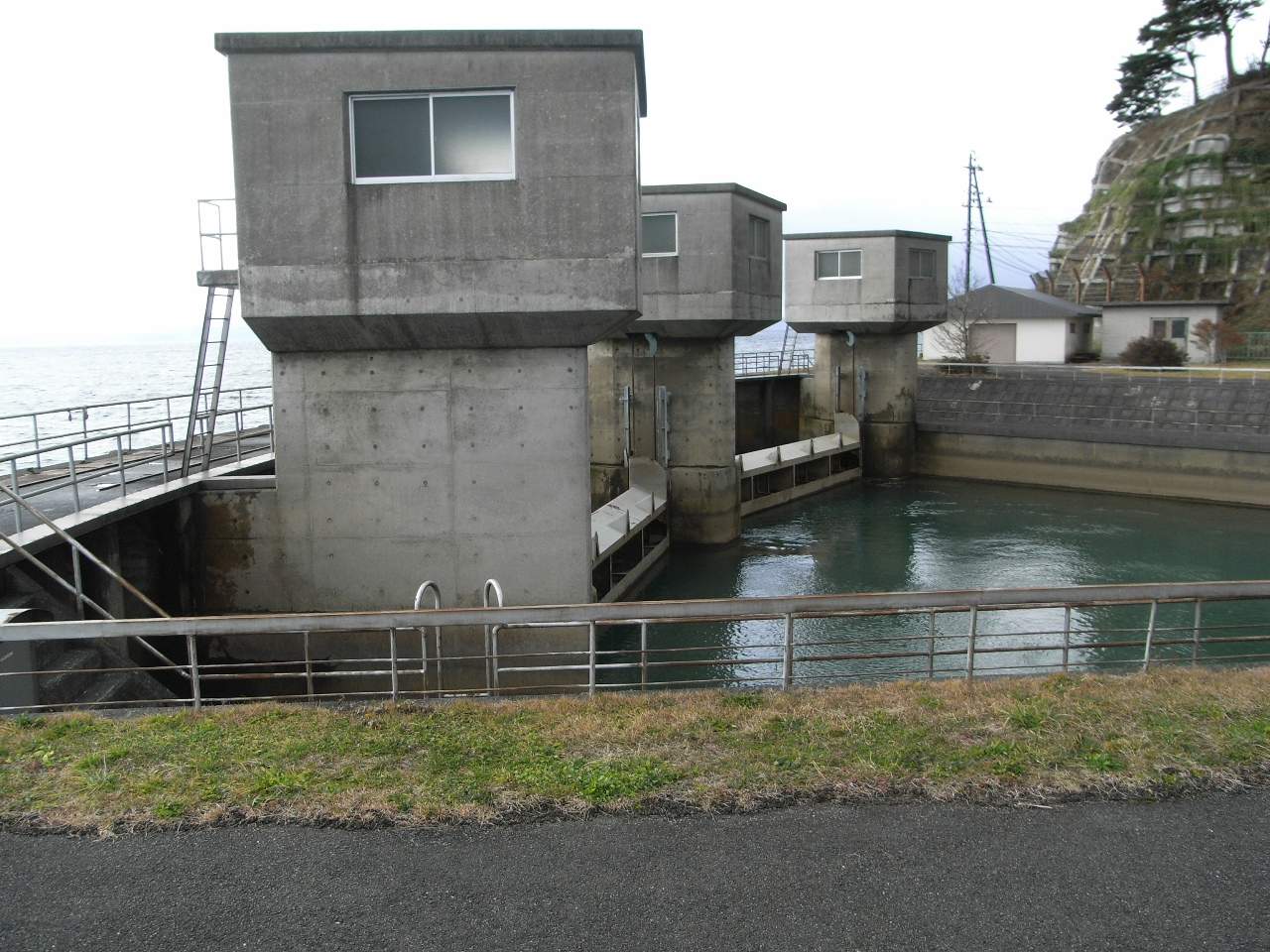
猪苗代湖畔の上戸頭首工
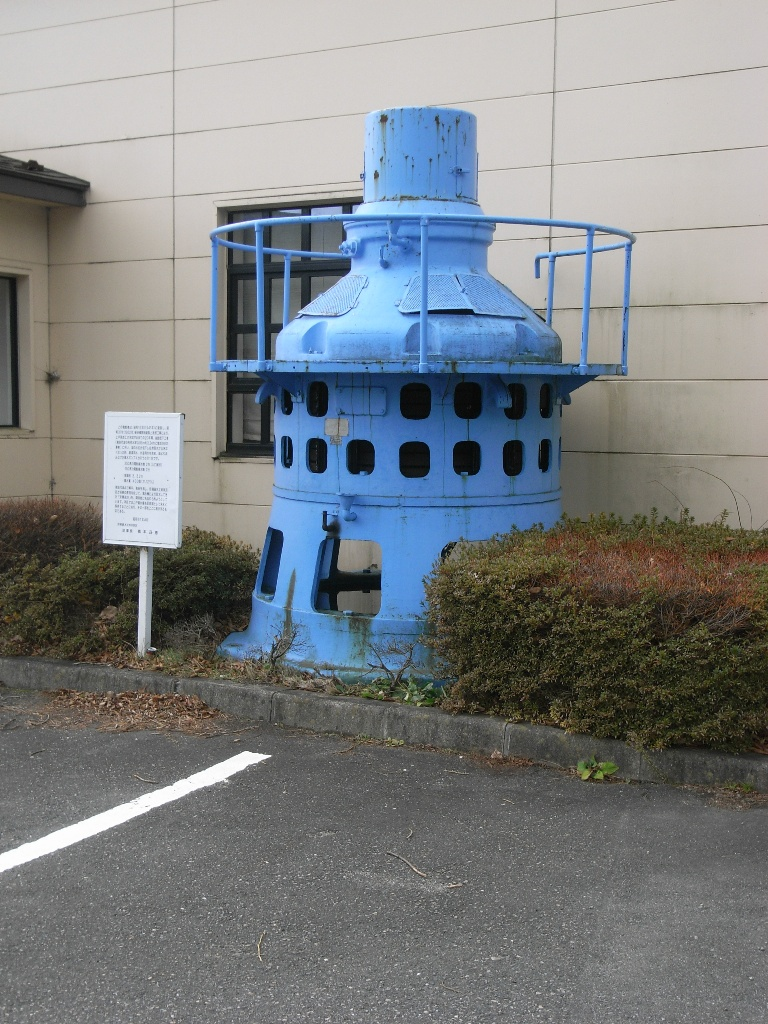
旧水路の山潟取水口で使用された揚水ポンプ
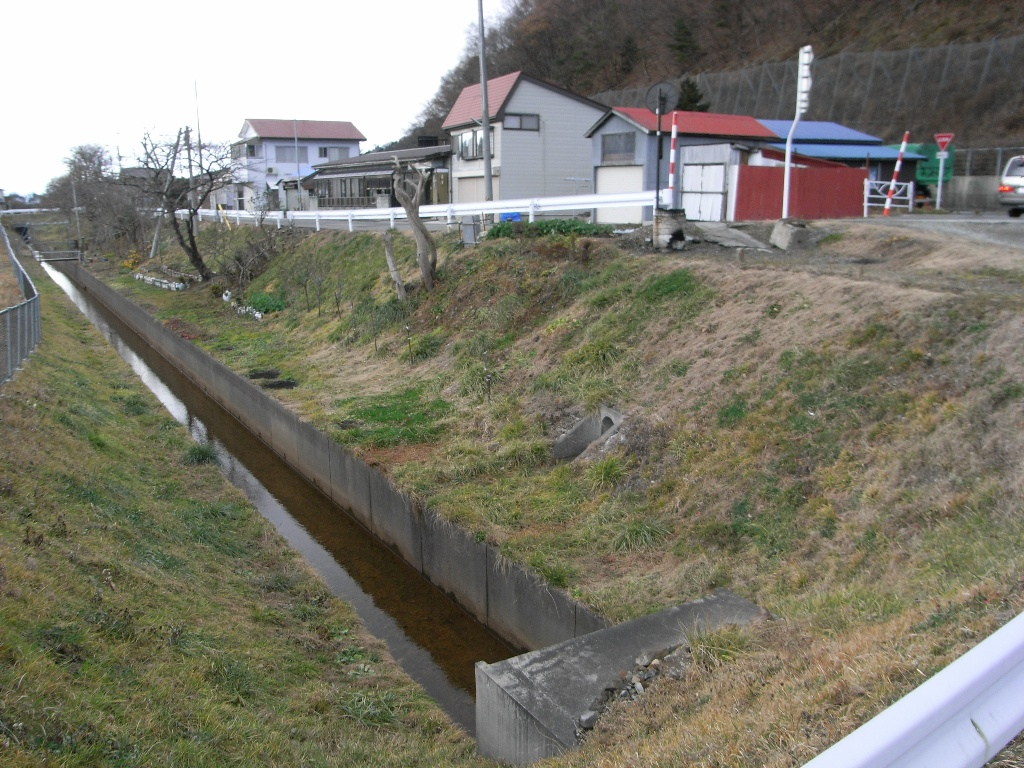
猪苗代湖畔の旧水路
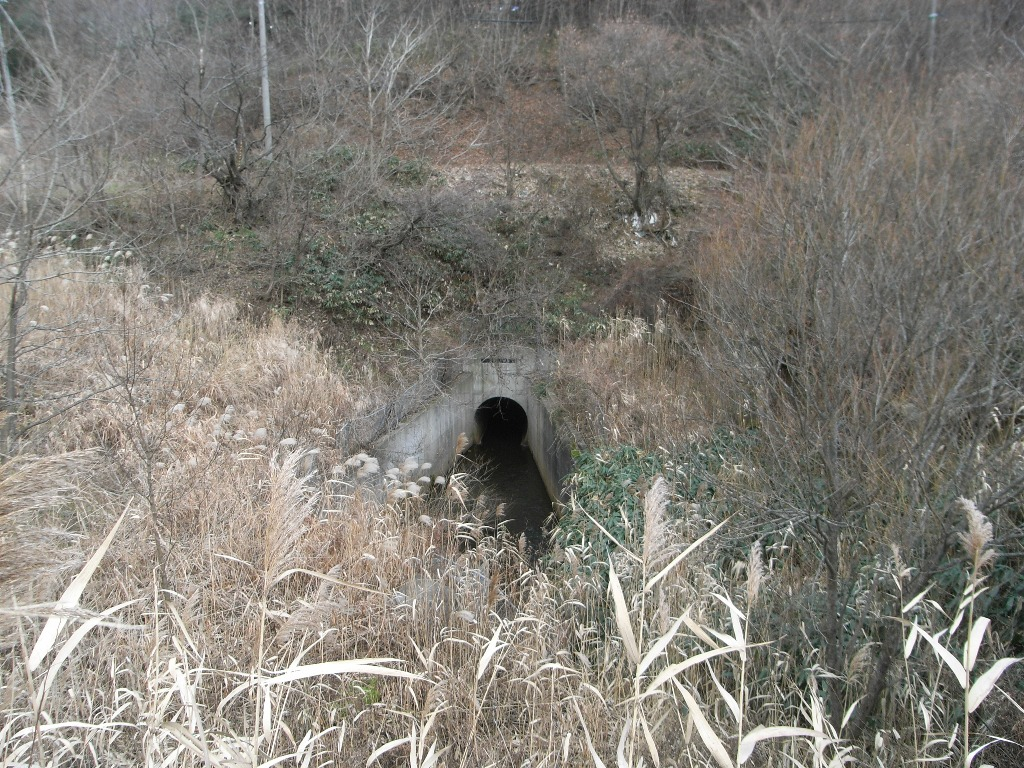
奥羽山脈山越えの旧水路・沼上隧道
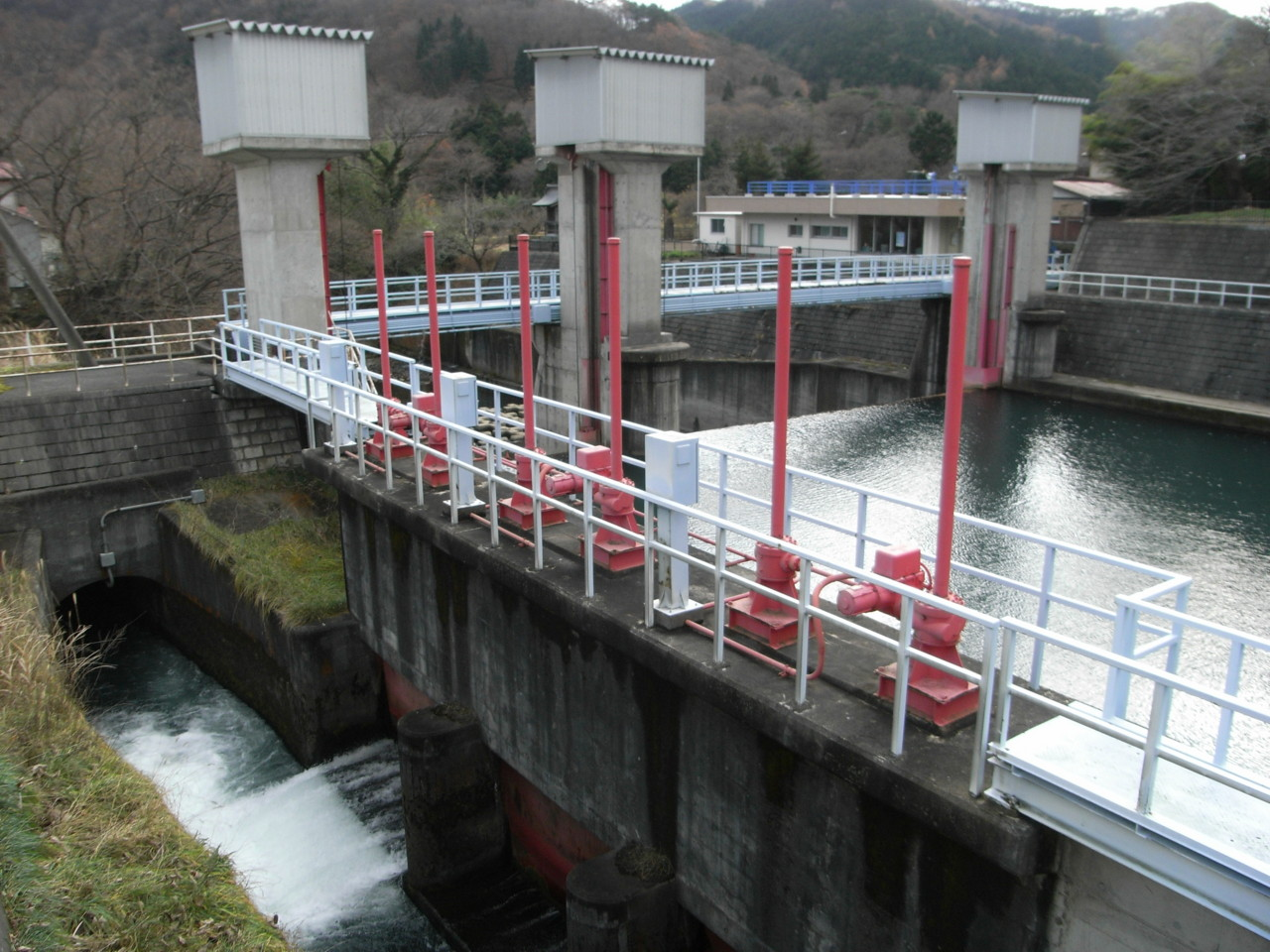
安積疏水の一部として利用している五百川から取水して疏水幹線水路に用水を分配する熱海頭首工
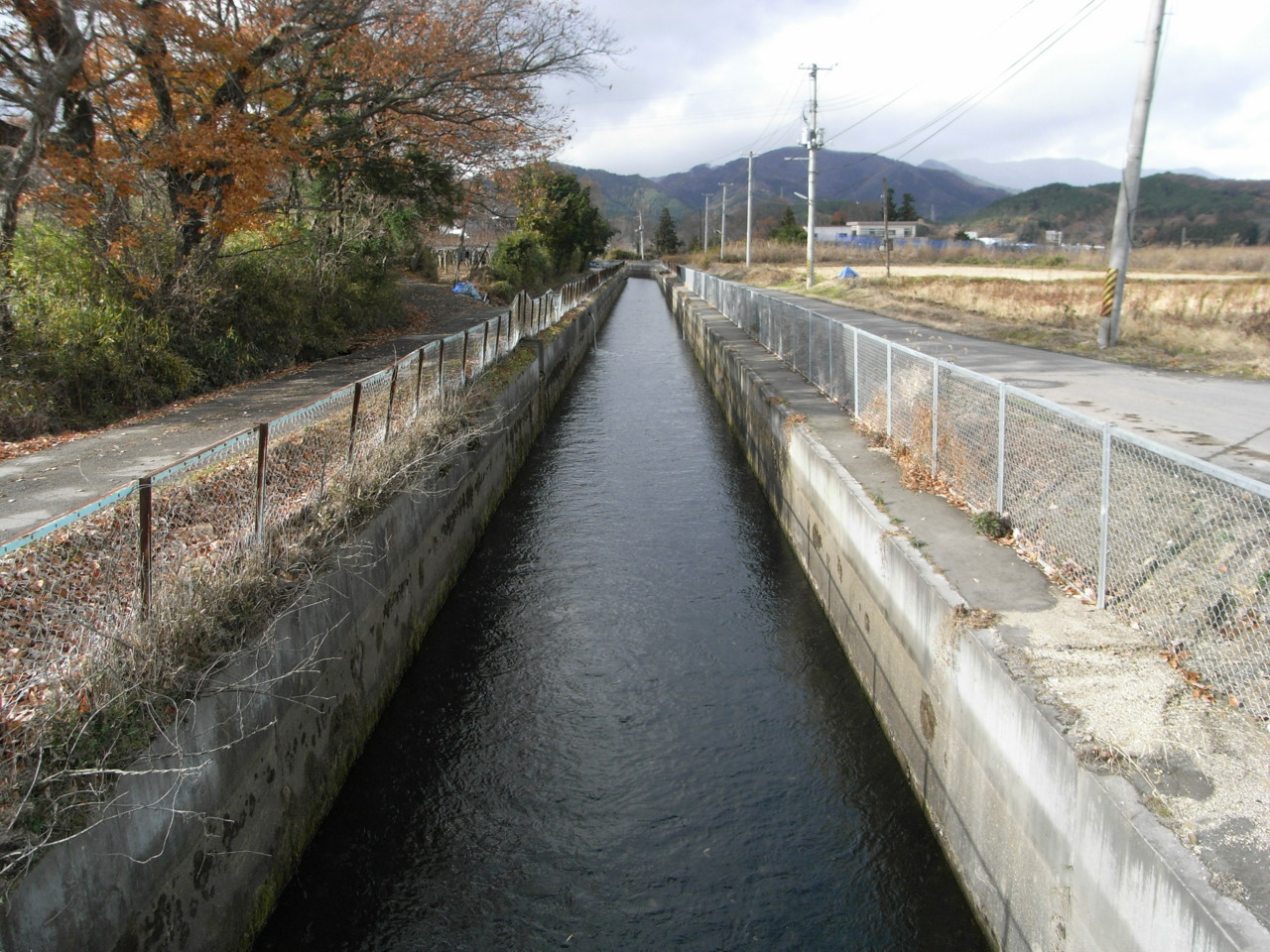
安積疏水幹線水路熱海町
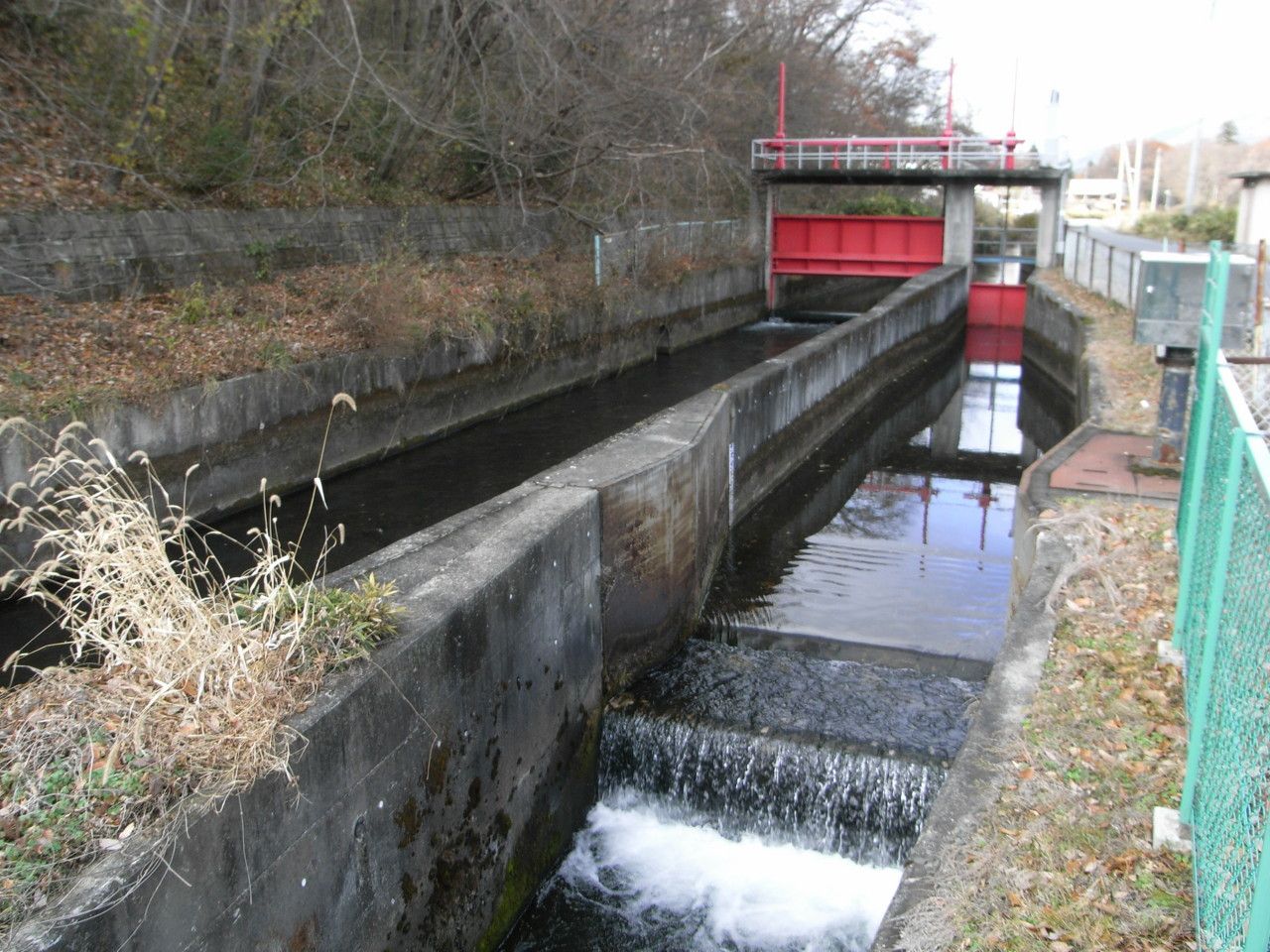
第一分水路取水口
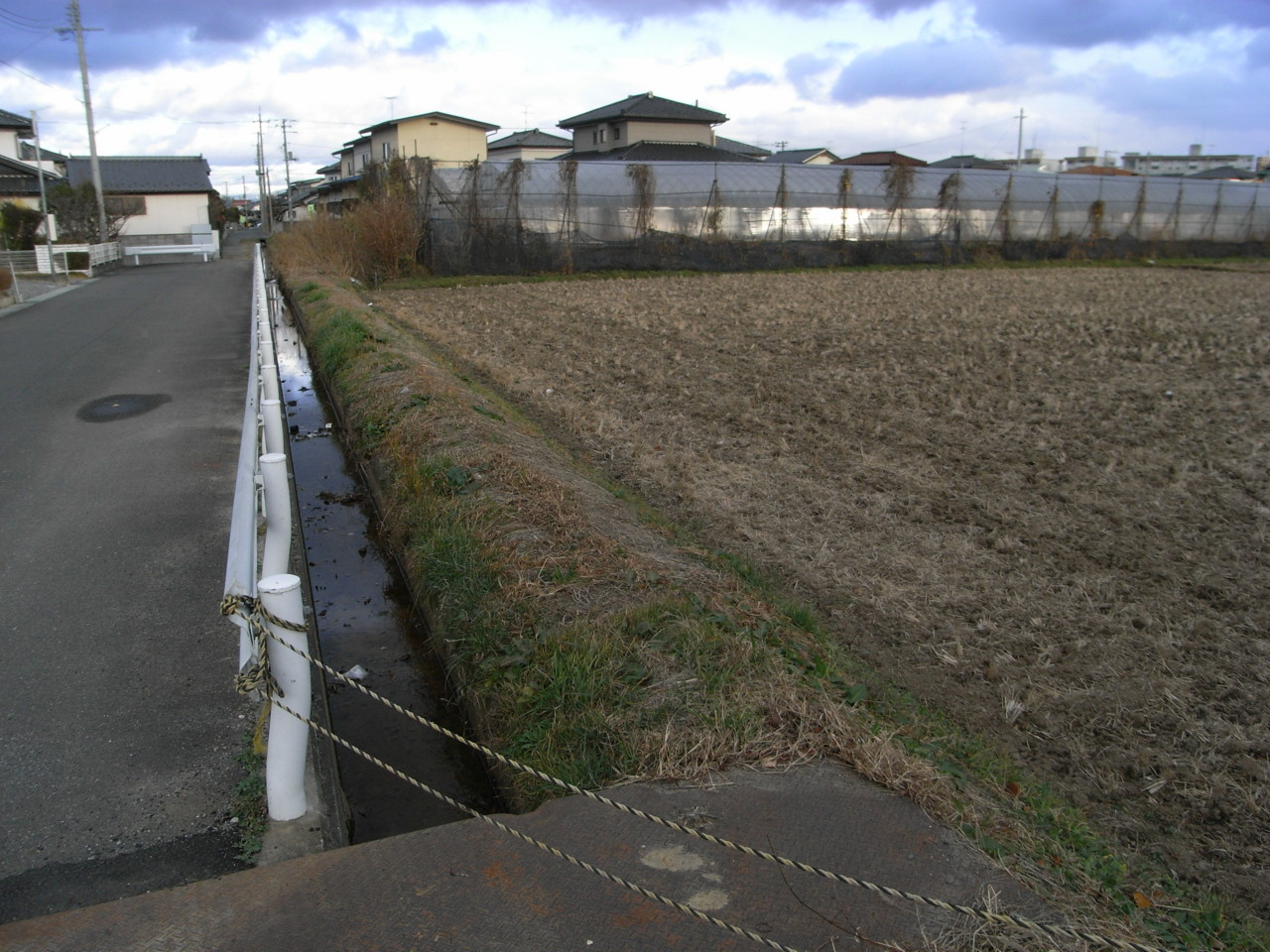
郡山市内住宅地に残る末端水路
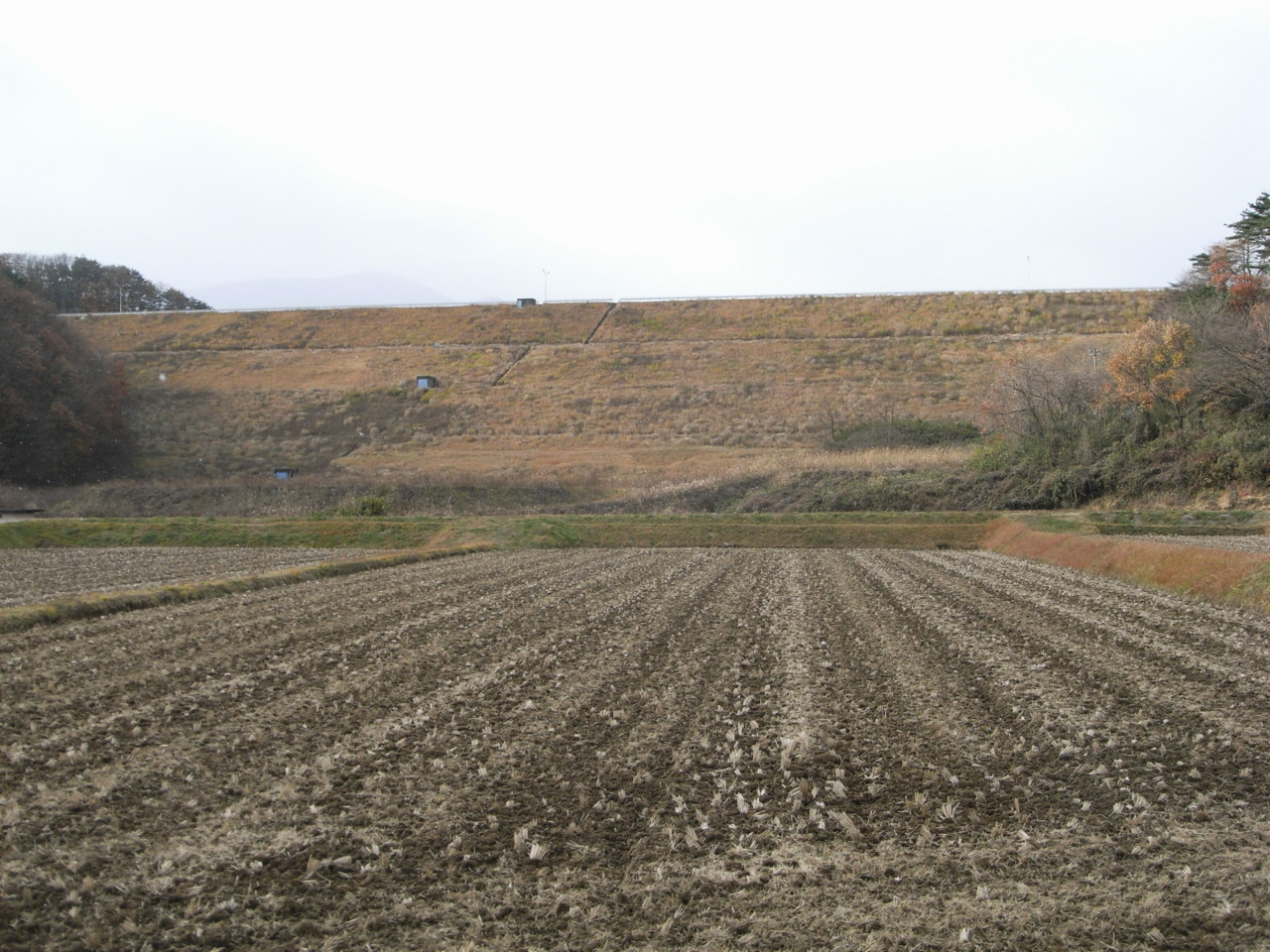
深田ダム
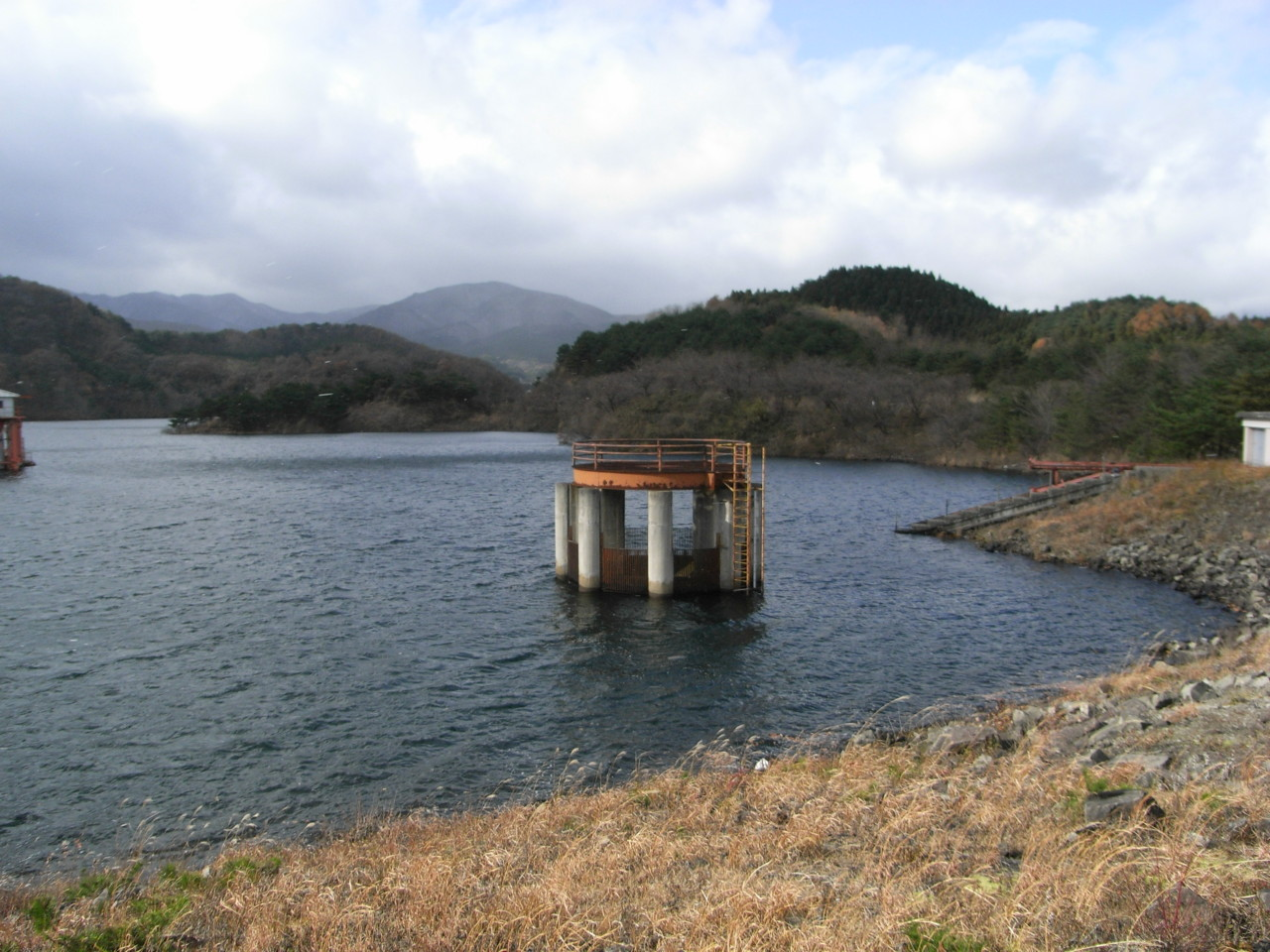
深田調整池
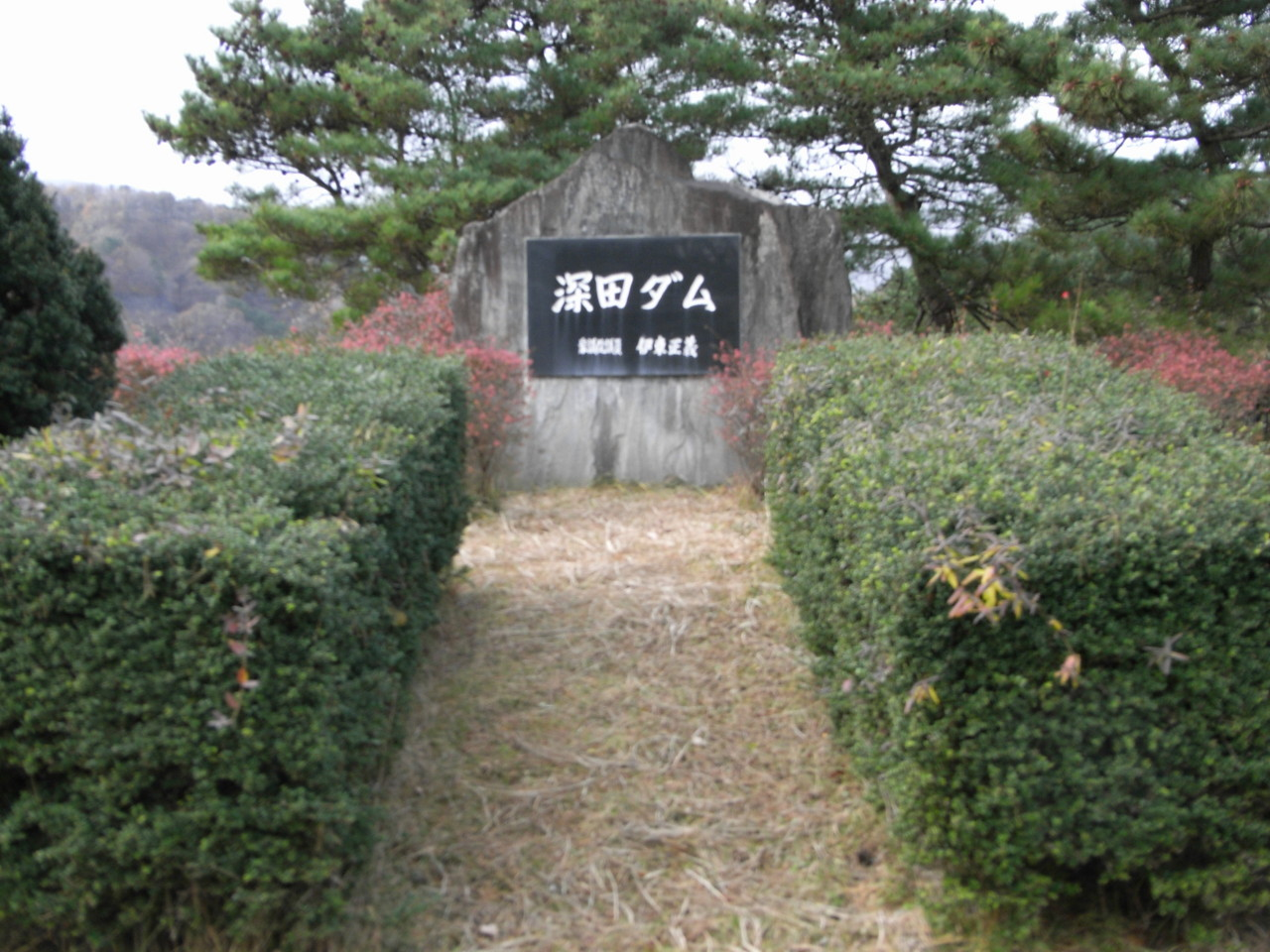
深田ダム記念碑
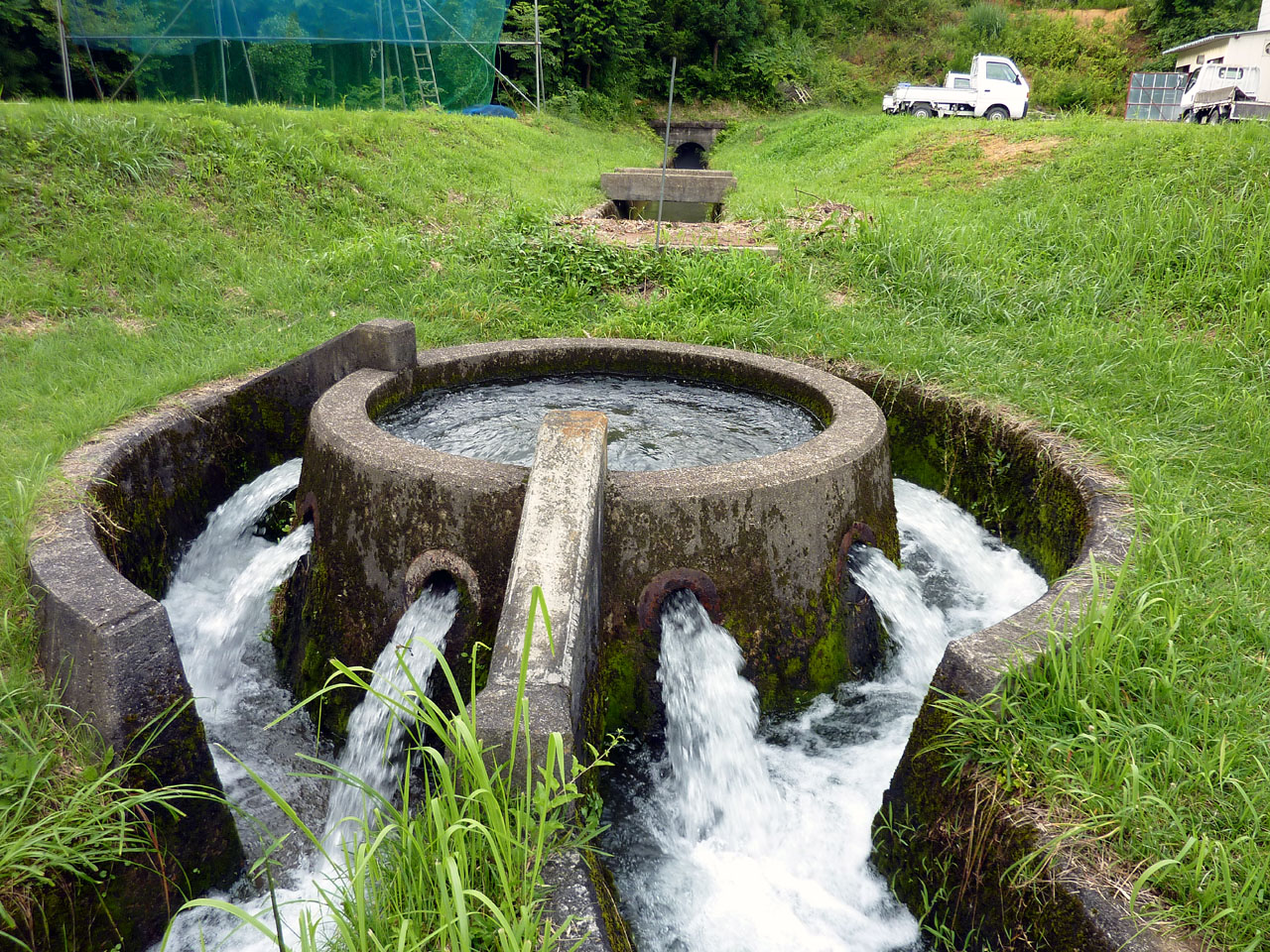
白江幹線円筒分水工